# Pont de Sainte-Catherine

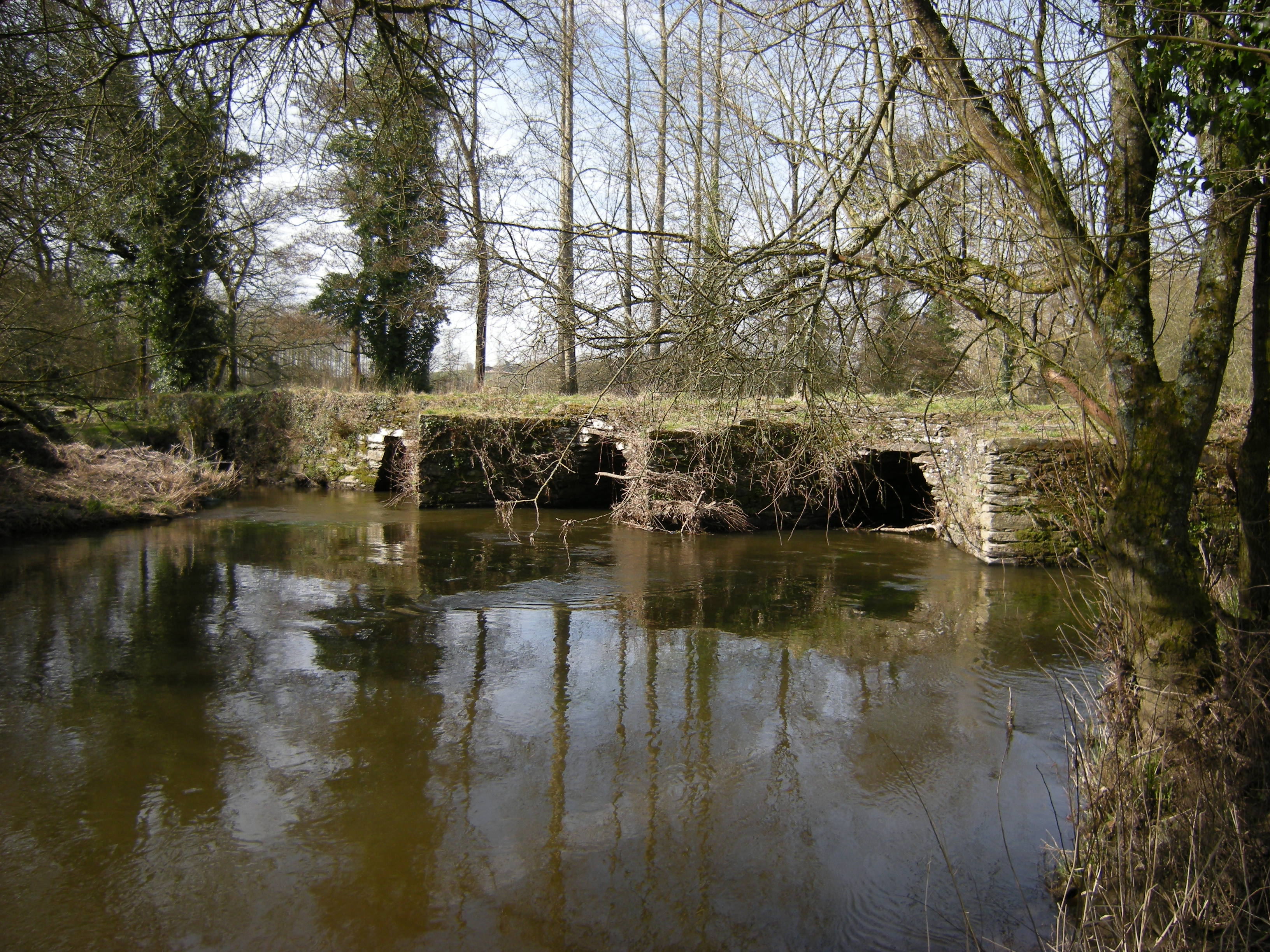
Pont de Sainte-Catherine zwischen Plounévézel und Treffrin

Der Pont de Sainte-Catherine (Brücke Sainte-Catherine), der sich auf dem Gebiet der französischen Gemeinden Plounévézel und Treffrin in der Region Bretagne befindet, wurde im frühen Mittelalter errichtet. Die Brücke, auf dem Weg einer alten Römerstraße von Carhaix nach Lannion, wurde 1964 als Monument historique in die Liste der Baudenkmäler in Frankreich aufgenommen.
Die Brücke aus Glimmerschiefer mit drei Bögen und vier Pfeiler ist circa 60 Meter lang. Die Fahrbahn ist mit 60 cm dicken Steinplatten belegt. 